# 程士荣
程士荣（1926年2月—2005年），笔名顾昔、史溶，男，陕西高陵人，中国剧作家，中国戏剧家协会理事，曾任甘肃话剧团团长，兰州电影制片厂副厂长，中共十二大代表。